# 8615-ös mellékút (Magyarország)
A 8615-ös számú mellékút egy rövid, alig több, mint 2 kilométer hosszú, négy számjegyű országos közút Vas vármegye és Győr-Moson-Sopron vármegye határvidékén; Répcelak belterületének északkeleti részétől húzódik a Répce folyását keresztezve, Dénesfáig.

## Nyomvonala

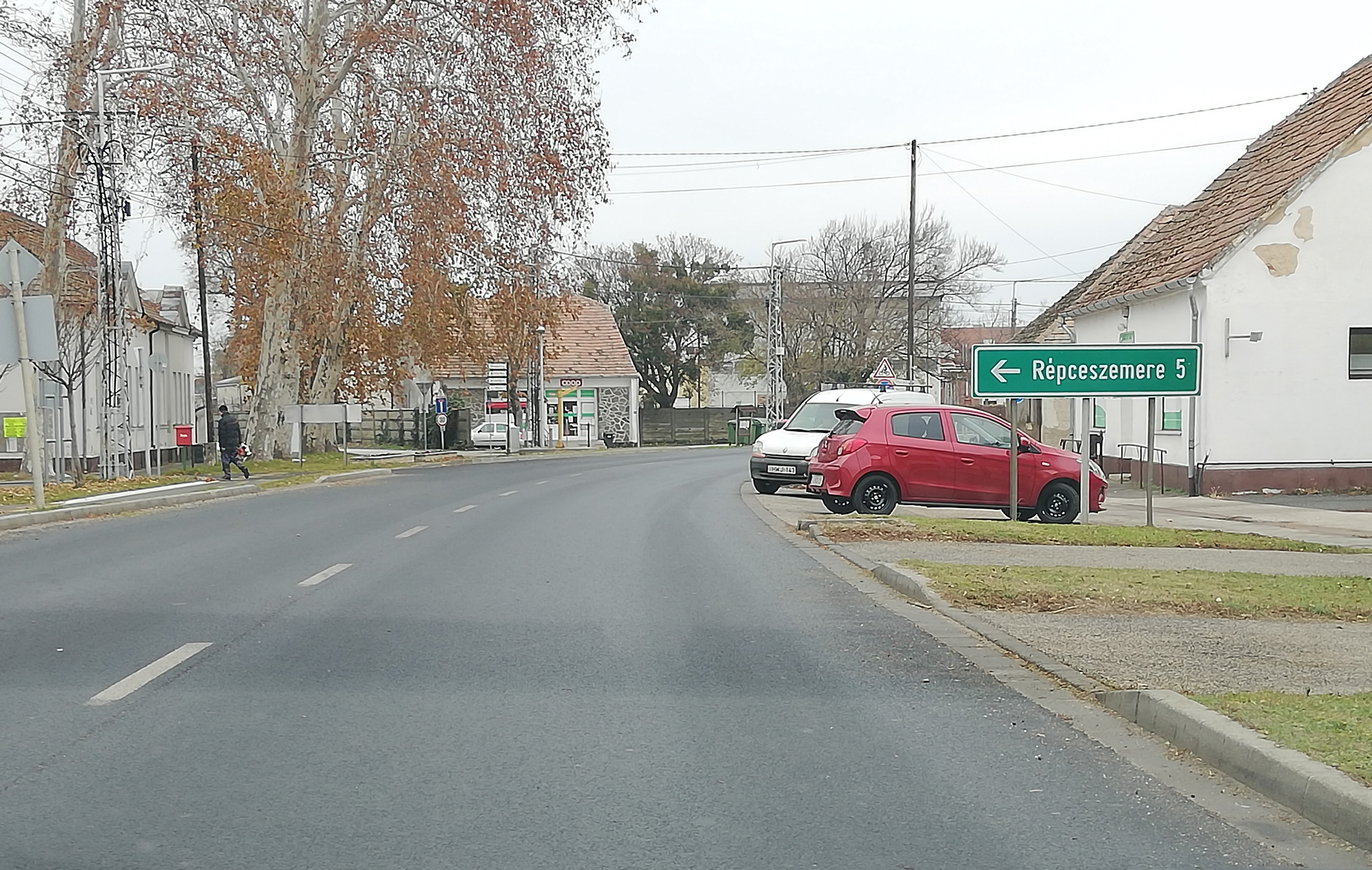
Kiágazása a 86-os főútból Répcelakon

Répcelak központjának északkeleti részén indul, a 86-os főútból kiágazva, annak a 120+350-es kilométerszelvénye táján, északnyugat felé. Első fél kilométerén a Csánigi utca nevet viseli, így keresztezi a Hegyeshalom–Porpác-vasútvonal vágányait is, majd északkeletnek fordul és ott a Zrínyi utca nevet veszi fel. Kevéssel ezután ki is lép a kisváros belterületei közül, áthalad a Répce felett, majd a folyócska túlsó partján, a 750-es méterszelvénye közelében egy elágazáshoz ér: tovább egyenesen a 86 124-es számú mellékút vezet Csánig központjába, míg a 8615-ös ismét északnyugatnak veszi az irányt. 1,6 kilométer után átszeli a Répce egy másik ágát is, a 2. kilométere után pedig átlép Győr-Moson-Sopron vármegye területére. Ott is ér véget, nem messze Dénesfa, Répceszemere és Répcelak hármashatárától, de teljesen dénesfai területen, beletorkollva a 8614-es útba, annak az 5+400-as kilométerszelvénye közelében.
Teljes hossza, az országos közutak térképes nyilvántartását szolgáló kira.gov.hu adatbázisa szerint 2,130 kilométer.

## Települések az út mentén
- Répcelak
- (Dénesfa)